# The World Starts Tonight
A The World Starts Tonight Bonnie Tyler első nagylemeze, melyen megtalálható első világslágere a Lost in France. A lemezt a brit RCA Records adta ki kazetta és LP album formában. A CD változat csak 1991-ben jelent meg először.

## Az albumról
Bonnie Tyler első nagylemeze, mely a világ minden táján megjelent és később CD formátumban is kiadták. Az album legnagyobb slágere a Lost in France, amely több ország slágerlistájára is felkerült ezzel Bonnie Tylert a világsztárok sorába emelte. További sikeres dalok az albumról: More than a Lover és a Janis Joplin feldolgozás, a Piece of my Heart.
Az album az RCA kiadó gondozásában jelent meg LP és audiokazetta formátumban. 1991-ben jelent meg először CD megváltoztatott borítóval majd 2009-ben digitálisan felújítva ismét CD-n a brit Cherry Records kiadásában 2 bónusz dallal és exkluzív szövegkönyvvel.

## Dalok
| #  | Dalcím                    | Zeneszerző                 | Producer                   | Hossz |
| -- | ------------------------- | -------------------------- | -------------------------- | ----- |
| 1  | Got So Used To Loving You | Ronnie Scott / Steve Wolfe | Ronnie Scott / Steve Wolfe | 3:17  |
| 2  | Love Of A Rolling Stone   | Ronnie Scott / Steve Wolfe | Ronnie Scott / Steve Wolfe | 3:30  |
| 3  | Lost in France            | Ronnie Scott / Steve Wolfe | Ronnie Scott / Steve Wolfe | 3:59  |
| 4  | Piece Of My Heart         | Bert Berns / Jerry Ragovoy | Ronnie Scott / Steve Wolfe | 3:52  |
| 5  | More than a Lover         | Ronnie Scott / Steve Wolfe | Ronnie Scott / Steve Wolfe | 4:16  |
| 6  | Give Me Your Love         | Ronnie Scott / Steve Wolfe | Ronnie Scott / Steve Wolfe | 3:15  |
| 7  | The World Starts Tonight  | Ronnie Scott / Steve Wolfe | Ronnie Scott / Steve Wolfe | 3:36  |
| 8  | Here's Monday             | Ronnie Scott / Steve Wolfe | Ronnie Scott / Steve Wolfe | 3:46  |
| 9  | Love Tangle               | Ronnie Scott / Steve Wolfe | Ronnie Scott / Steve Wolfe | 3:16  |
| 10 | Let The Show Begin        | Ronnie Scott / Steve Wolfe | Ronnie Scott / Steve Wolfe | 4:15  |

|    |                      | UK kiadás 2009 (Remastered) |               |      |
| -- | -------------------- | --------------------------- | ------------- | ---- |
| 11 | My, My Honeycomb     | J. Szego                    |               | 3:15 |
| 12 | Baby, I Remember You | Scott / Wolfe               | Scott / Wolfe | 3:15 |

## Kislemez

### Lost in France "7 single
| #   | Dalcím              | Zeneszerző                 | Producer                   | Hossz |
| --- | ------------------- | -------------------------- | -------------------------- | ----- |
| A/1 | Lost in France      | Ronnie Scott / Steve Wolfe | Ronnie Scott / Steve Wolfe | 3:50  |
| B/1 | Baby I Remember You | Ronnie Scott / Steve Wolfe | Ronnie Scott / Steve Wolfe | 3:15  |

### More than a Lover "7 single
| #   | Dalcím            | Zeneszerző                 | Producer                   | Hossz |
| --- | ----------------- | -------------------------- | -------------------------- | ----- |
| A/1 | More than a Lover | Ronnie Scott / Steve Wolfe | Ronnie Scott / Steve Wolfe | 4:25  |
| B/1 | Love Tangle       | Ronnie Scott / Steve Wolfe | Ronnie Scott / Steve Wolfe | 3:15  |

## Toplista
| The World Starts Tonight | Csúcspozíció   |
| ------------------------ | -------------- |
| Svédország               | 2 (Aranylemez) |

| Lost in France | Csúcspozíció   |
| -------------- | -------------- |
| Dél Afrika     | 2 (Aranylemez) |
| Németország    | 3 (Aranylemez) |
| UK             | 9 (Aranylemez) |
| Ausztria       | 12             |
| Svédország     | 13             |
| Hollandia      | 24             |
| Ausztrália     | 40             |